# Buckie
Buckie (gälisch: Bucaidh) ist eine Stadt in der schottischen Council Area Moray. Buckie war die größte Stadt der traditionellen Grafschaft Banffshire und liegt am Moray Firth etwa 75 km östlich von Inverness und nordwestlich von Aberdeen. Im Jahre 2011 verzeichnete Buckie 8273 Einwohner.
Die Stadt teilt sich in die beiden Bezirke Burn of Buckie und Nether Buckie (Buckpool). Im Jahre 1877 ließ John Gordon of Cluny für 60.000 £ neue Hafenanlagen (Cluny Harbour) errichten. 1881 waren 1320 Personen auf den 333 Schiffen beschäftigt. 1913 besaß Buckie die größte Flotte von Dampfern in ganz Schottland. Dem Hafen und der angeschlossenen Lebensmittelindustrie kommt auch heute noch eine große Bedeutung in der Stadt zu. Die langjährige Geschichte kann in einem Museum nachvollzogen werden.
Buckie liegt an der Grenze der bedeutenden Whiskyregion Speyside. Seit 1871 besteht die Whiskybrennerei Inchgower nahe der Stadt, die heute zu dem internationalen Konzern Diageo gehört.
Die A98, die Fraserburgh mit Fochabers verbindet, tangiert die Stadt und schließt sie an das Fernstraßennetz an. Ein Anschluss an das Eisenbahnnetz besteht nicht.

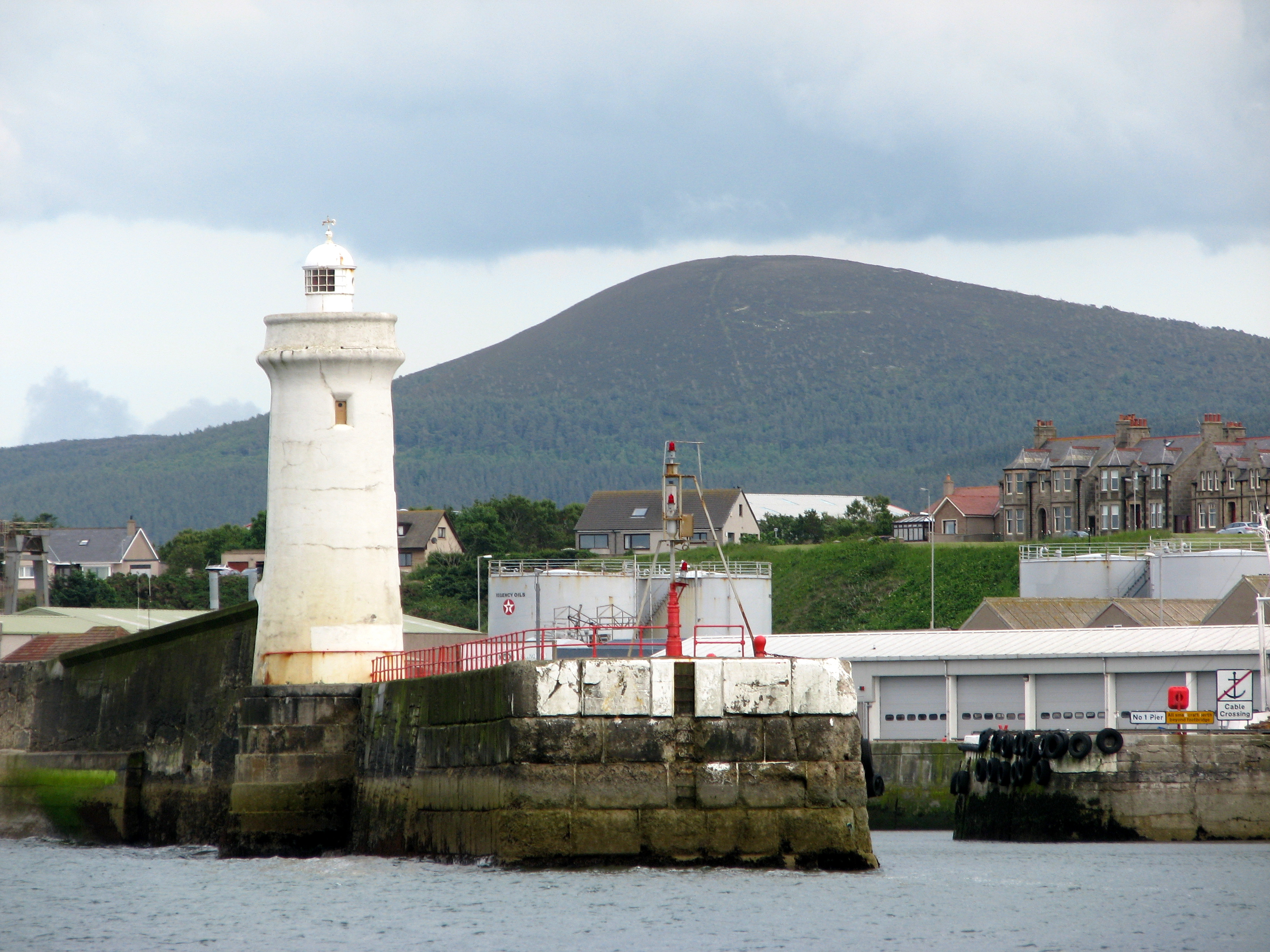
Hafeneinfahrt von Buckie
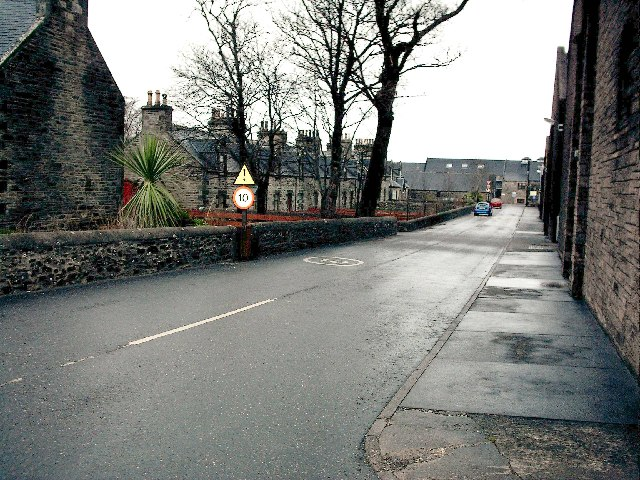
Ehemalige Arbeiterwohnungen der Inchgower-Brennerei
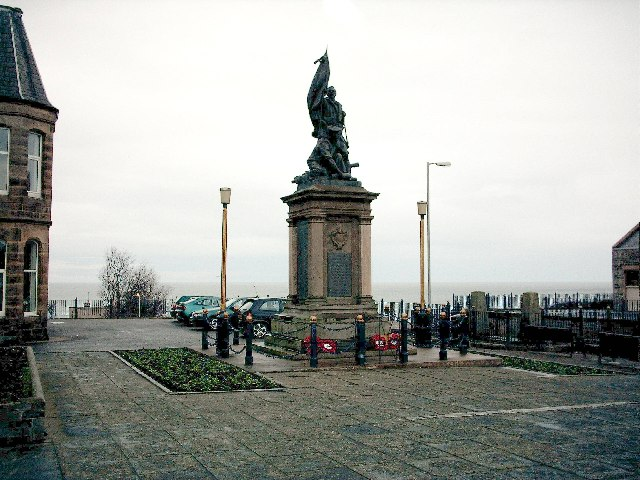
Kriegerdenkmal